# Мфекане
Мфекане (Mfecane (isiZulu)) такође познато као Дифакане (Difaqane) или Лифакане (Lifaqane (Sesotho)), је афрички израз који се користи за хаос или немире. Вероватно значи нешто као „сламање“ или „сатирање“ и назив је за догађаје који су довели на власт краља Шаку. Овај Зулу поглавица а онда краљ је покорио Нгуни племена између река Тугела и Понгола на почетку 19. века и створио је милитаристичко Зулу краљевство.